# Marina Warner
Dame Marina Warner (Londra, 9 novembre 1946) è una scrittrice e antropologa inglese.

## Biografia
Marina Sarah Warner è una narratrice, saggista, autrice di critica “storico-culturale” e di critica d'arte. Autrice di romanzi e racconti dal taglio trans-culturale e postmoderno. Gli ultimi tre, dei cinque romanzi al suo attivo ‘The Lost Father’ (1988), ‘Indigo’ (1992) e ‘The Leto Bundle’ (2000), narrano storie di sradicamento.
Nata a Londra il 9 novembre del 1946 da madre italiana (Emilia) e padre inglese (Esmond), trascorre l'infanzia nell'Egitto coloniale, dove il padre, dopo la guerra, affascinato dall'atmosfera cosmopolita della città, apre una libreria al Cairo dove l'autrice parla francese a scuola, inglese con gli adulti e arabo con la gente del luogo. La famiglia Warner, in seguito ai primi tumulti nazionalisti, nel 1952, è costretta a lasciare il Paese.
Dopo un soggiorno a Londra e un trasferimento dei Warner a Bruxelles, in Inghilterra frequenta la St Mary's School di Ascot. A diciassette anni è ad Oxford, al Lady Margaret Hall, dove si perfeziona in italianistica e in francesistica, dove nasce la sua passione per la mitologia e dove si formerà nel campo della filologia e della medievistica.
Cruciale per la sua ispirazione narrativa – al di là degli assunti di fede da cui prenderà le distanze – sarà, per sua ammissione, l'educazione cattolica. Le forme del culto, l'agiografia, la pittura sacra, e la meditazione sulle immagini dei riti liturgici, saranno, insieme a quelle delle mitologie d'occidente e d'oriente, un archivio a cui l'autrice continuerà ad attingere. ‘Il Padre Perduto’ appare dopo i primi due romanzi, nel 1988. Selezionato per il “Brooker Prize” ( poi andato a ‘Oscar e Lucinda’ di Peter Carey), insieme alle opere di Bruce Chatwin, David Lodge, Penelope Fitzgerald e ai ‘Satanic Verses’ di Salman Rushdie, è nello stesso anno insignito del “Commonwealth Writers Prize” e del “PEN Silver Pen Awards”.
Il romanzo seguiva ‘Monuments and Maidens: The Allegory of the Female Form”, del 1985, saggio (premiato col “Fawcett Prize” nel 1986) sull'iconografia di stato, sull'uso nazionalista di quelle allegorie femminili che tanta parte avranno ne ‘Il Padre Perduto’. L'impegno nell'esame delle immagini della femminilità nella storia culturale – e non solo occidentale – sarà un tratto costante della sua produzione, anche se passerà dalla ricerca delle “figure eroiche” alla critica dei miti quotidiani (“volevo occuparmi delle figure […] più anonime e silenti […] del passato). È una ricerca condotta applicando alle tradizioni popolari la sua formazione (il primo libro nel 1972 è la biografia dell'ultima imperatrice della Cina, ‘The Dragon Emperess: The Life and Times of Tz'uhsi 1851-1908, Emperess Dowager of China', all'inizio rifiutata da Chatto & Windus). 
Insieme alla rappresentazione delle immagini, la sua area di riflessione ruota intorno ai modi in cui allegorie e simbolismi continuano a riverberare nella cultura contemporanea, e al ruolo dell'iconografia nell'immaginario e nella vita. L'attenzione alle pratiche della cultura popolare, che trasferisce dall'analisi alla narrativa, la avvicina agli intenti della scuola britannica degli “Studi culturali” e allo spazio contestato della produzione critica e letteraria (post-)coloniale con cui entrerà in un dibattito critico fruttuoso, specie dopo la pubblicazione del romanzo ‘Indigo’. Queste scelte estetico-politiche non hanno avuto sempre il favore della critica. Al contrario i suoi temi e il suo tipo d'approccio (comparatismo, transculturalismo, intreccio tra letterature, tradizione e moduli popolari e colti), che convoglia nell'indagine critica opere canoniche e delle culture “basse”, che con le sue tecniche sovrappone entro le strutture narrative, la storia, il folklore e l'arte, che indaga in quel luogo intermedio dei “generi misti”, all'inizio sono stati accolti con riserva dall'establishmernt letterario e critico britannico. Questo suo sottrarsi alle etichette, infatti, e il suo agire controcorrente nelle scelte professionali e nella pratica di scrittura saggistica e letteraria, le hanno anzi in un primo tempo guadagnato, se non ostilità, certo diffidenza sia nello stesso ambito femminista che in quello dell'accademia, insofferente alle sue scelte di “studiosa indipendente”. Dichiara Warner: “volevo la libertà […] di Londra […] Quando ho cominciato io […] era troppo presto per gli studi delle donne, per gli studi interculturali e per quel genere di comparatismo letterario […] Percorsi di questo tipo […] ancora non ne esistevano […] almeno in quell'ambiente accademico”. E citando John Updike, che paragonava le favole a “frammenti di vetro erosi dal tempo e abbandonati dal mare sulla spiaggia”, Warner osserva, appunto, come questi “detriti” culturali, ultimi residui di esperienze antiche, possano offrire insospettate chiavi reinterpretative del passato non solo europeo, e possono essere utili a riprogettare futuri comuni. Negli ultimi lavori non le interessano più soltanto gli aspetti “vittimizzanti” delle discriminazioni di classe, di genere e di razza, bensì pure “i modi in cui all'interno dei sistemi di potere, delle strutture di relazione e delle gerarchie […] gli individui […] siano riusciti a costruire, a mantenere qualcosa per sé medesimi”. Vuole dunque raccontare “non solo l'oppressione”, ma anche le risorse investite nelle strategie di sopravvivenza. La densità multi-prospettica delle sue riscritture l'hanno fatta accostare alle opere di Angela Carter (amata da Warner pure per la “festività Rabelaisiana”) e di Antonia Byatt.
Dopo gli studi di Oxford e gli anni nel giornalismo, lavorando per il Daily Telegraph e per Vogue (che lascia nel 1971), Warner si dedica alla ricerca. Segue negli Stati Uniti d'America il giornalista William Shawcross, che sposa ma da cui divorzierà, ed ‘Alone of All her Sex’, ‘The Myth and Cult of Virgin Mary’, che appare nel 1976, è frutto delle letture di quegli anni alla “Library of Congress”. Lo studio del culto della Madonna e dei suoi modelli di femminilità è seguito nel 1977 – anno in cui nasce il figlio Conrad – dal romanzo ‘In a Dark Wood’ centrato sulla crisi religiosa del protagonista che scopre la propria omosessualità, dove Warner “drammatizza” il suo “distacco dal cattolicesimo” (“ne mettevo in discussione soprattutto l'atteggiamento verso la sessualità”). Nel 1981 – anno in cui sposa il pittore John Dewe Matthews, da cui si separerà anni dopo – pubblica ‘Joan d'Arc: The Image of Female Heroism', che esamina le contrapposte appropriazioni del mito di Giovanna d’Arco nella cultura e nell'arte europea. Vi fa seguito, nel 1982, il romanzo ‘The Skating Party’ con i personaggi dell'antropologo e della giovane “strega”: “lei una moderna Giovanna d'Arco e lui un inquisitore del XX secolo”. Scriverà Warner: “La figura della strega, nel romanzo, è usata dall'antropologo a sostegno dei suoi principi, proprio come fanno politici e storici con la figura salvifica di Giovanna d'Arco […]. Quello che conta cioè non è la figura per sé, bensì la gloria della sua morte”. Il tema della risemantizzazione dei miti eroici sarà ricorrente nella sua produzione fino a dominare gli ultimi suoi saggi. Questi sono destinati all'analisi dei miti contemporanei, vale a dire dei modi in cui, secondo l'autrice, attraverso le varie pratiche culturali, essi possono mascherare la realtà e dislocarne i conflitti, disperdendoli nel pulviscolo accecante di quella gloria. Il romanzo ‘Indigo’, del 1992, scandaglia le origini seicentesche della famiglia del padre (i Warner: primi colonizzatori inglesi). L'autrice si confronta con i temi del colonialismo, dello sfruttamento, della schiavitù, ambientando nei Caraibi la sua riscrittura di ‘The Tempest’. Da scrittrice bianca, borghese ed europea, entra nel territorio contestato della categoria di razza, e narra la storia dell'isola “senza storia” e la vita di una nuova Sycorax.
Vastissima è la produzione della scrittrice nell'ambito della critica d'arte (ricordiamo ‘The Inner Eye: Art Beyond the Visible', del 1996) e dei racconti, gran parte dei quali sono apparsi singolarmente in antologie o in periodici. ‘Six Tales of Enchantement’ sono del 1994, in diverso modo collegati al saggio del 1995: ‘From the beast to the Blond’. ‘On Fairy Tales and their Tellers’, indagine sulle metamorfosi di fiabe e leggende. In ‘Managing Monsters’. ‘Six Myths of our Time, del 1995, che raccoglie le sue “BBC Reith Lectures” del 1994, l'autrice analizza modalità di sopravvivenza e di mutazione di miti e simboli, attraverso i diversi codici rappresentativi (orali, scritti, visivi) delle forme popolari antiche e moderne (compresi il cinema e altri media) e tende a dimostrare come questo tipo d'immagini siano ogni volta “incorporate entro determinate strutture di potere”. In ‘Fantastic Metamorphoses’, ‘Other Worlds: Ways of telling the Self' (che raccoglie le sue “Clarendon Lectures”) esamina tra l'altro le rielaborazioni mitico-favolistiche presenti nel “gotico imperiale” inglese. In ‘The Leto Bundle’ la figura centrale attraversa storia e paesi dei Balcani.